# Karpuszycha
Karpuszycha (ros. Карпушиха) – osiedle w Rosji, w obwodzie swierdłowskim, w okręgu miejskim Kirowgradu. W 2010 liczyło 1191 mieszkańców.